# Omar the Tentmaker
Omar the Tentmaker es una película dramática muda estadounidense de 1922 dirigida por James Young y protagonizada por Guy Bates Post, Nigel de Brulier, Virginia Brown Faire, Noah Beery Sr., Patsy Ruth Miller y Boris Karloff. Fue producido y adaptado por Richard Walton Tully de su propia obra de Broadway de 1914, Omar the Tentmaker.  El lema de la película era "¿Sabrías cómo amaba Omar? ¿Podrías apartar 1000 años para encontrar a Shireen, la rosa persa, que se casó con Omar y despertó en el harén del sha? (Anuncio impreso en el Albuquerque Herald, (Albuquerque, Nuevo México) 24 de mayo de 1923). La película se considera una película perdida.

## Trama
Omar the Tentmaker (Post) se convierte en un marginado debido a sus escritos radicales y su calendario mejorado (Omar escribió el primer calendario solar iraní alrededor del año 1073 d. C.). La esposa de Omar, Shireen (Faire), con quien se casó y dejó embarazada en secreto, es deseada por el Shah (Noah Beery), quien la lleva a su harén. Ella rechaza al Sha y es encarcelada, donde da a luz a una hija. La hija Little Shireen es sacada de contrabando de la prisión y llevada a Omar Khayyam, aunque él no sabe que el bebé es su hija.
Omar ha estado deambulando furioso. Es arrestado por albergar a un cruzado cristiano (Flynn). Cuando Omar está a punto de ser torturado, su esposa, que finalmente ha escapado de la prisión, lo reconoce y envía a buscar al Gran Visir, que es un antiguo socio de Omar. Omar es liberado y finalmente encuentra la felicidad.

## Reparto
- Guy Bates Post como Omar el fabricante de tiendas
- Virginia Brown Faire como Shireen
- Patsy Ruth Miller como Little Shireen
- Nigel De Brulier como Nizam ul Mulk
- Noah Beery como El sah de sahs
- Rose Dione como la madre de Sah
- Douglas Gerrard como Hassan
- John Gribner como Mahruss
- Will Jim Hatton como Little Mahruss
- Boris Karloff como Santo Imam Mowaffak
- Maurice Bennett Flynn como el cruzado cristiano
- Edward Kimball como el padre de Omar
- Walter Long como el verdugo
- Evelyn Selbie como Zarah
- Gordon Mullen como emisario del Shah
- George Regas como emisario al Shah
- Nick Shaid como guardia árabe en el jardín de Shireen